# Cèsar II Gonzaga
Cèsar II Gonzaga (Màntua, 1592 – Viena, 26 de febrer del 1632) fou primer duc de Guastalla, després de la mort del seu pare.

## Biografia
Ferran era fill del duc Ferran II Gonzaga i de la seva esposa Victòria Doria. El seu govern va durar poc, ja que va morir dos anys després que el seu pare. A canvi de la seva renúncia als drets successoris al Ducat de Màntua, va obtenir els feus de Suzzara i Reggiolo.
El 1612 es va casar amb Isabella Orsini (1598 - 1623), filla del duc Virginio Orsini de Bracciano i de Fulvia Peretti Damasceni. La parella va tenir dos fills:
- Ferran
- Vespasiano, que es va casar amb la comtessa María Inés Manrique de Lara i fou virrei de València.